# Lijst van soortaanduidingen bij plantennamen
Deze lijst van soortaanduidingen bij plantennamen bevat een aantal veelvoorkomende soortaanduidingen van planten (voornamelijk van zaadplanten, maar ook varens) met hun verklaring en een rubriek waartoe deze gerekend kunnen worden.

## Botanische namen
Een botanische naam van een soort bestaat uit de geslachtsnaam, die altijd met een hoofdletter begint, plus een aanduiding voor de soort (soortaanduiding), die altijd met kleine letters wordt geschreven. Hoewel niet alle de namen afkomstig zijn uit het Latijn, moeten ze wel alle als zodanig behandeld worden. Het is gebruikelijk de geslachtsnaam en de soortaanduiding in een tekst cursief te schrijven, evenals de eventuele verdere toevoegingen, maar dat geldt bij planten niet voor de aanduiding van de rang (zoals subsp., var. en f.).
De soortaanduidingen bij plantennamen hebben vaak een betekenis met betrekking tot de levenscyclus en de bouw (morfologie) van de plant, de geur en de kleur (meestal van de bloemen, soms van de plant als geheel), de standplaats en het verspreidingsgebied (areaal) van de soort.
Afleidingen van eigennamen van personen worden in de lijst niet genoemd, omdat deze voldoende herkenbaar zijn.

## Lijst
| Soortaanduidingen        | Soortaanduidingen                | Soortaanduidingen |
| epitheton                | betekenis                        | rubriek           |
| ------------------------ | -------------------------------- | ----------------- |
| acaulis, -e              | stengelloos                      | morfologie        |
| aestivus, -a, -um        | zomer-                           | levenscyclus      |
| agrestis, -e             | akker-                           | standplaats       |
| albus, -a, -um           | wit                              | kleur             |
| angustifolius, -a, -um   | smalbladig                       | morfologie        |
| annuus, -a, -um          | eenjarig                         | levenscyclus      |
| aquaticus, -a, -um       | water-                           | standplaats       |
| arenosus, -a, -um        | zand-                            | standplaats       |
| argenteus, -a, -um       | zilveren                         | kleur             |
| arvensis, -e             | akker-                           | standplaats       |
| asper, -ra, -rum         | ruw                              | morfologie        |
| aureus, -a, -um          | gouden                           | kleur             |
| australis, -e            | zuidelijk                        | areaal            |
| autumnalis, -e           | herfst-                          | levenscyclus      |
| biennis, -e              | tweejarig                        | levenscyclus      |
| biflorus, -a, -um        | tweebloemig                      | morfologie        |
| borealis, -e             | noordelijk                       | areaal            |
| bulbosus, -a, -um        | knol-                            | morfologie        |
| caesius, -a, -um         | blauwgroen, grijsgroen           | kleur             |
| campestris, -e           | veld-                            | standplaats       |
| canescens                | vergrijzend, grijs               | kleur             |
| capillaris, -e           | haarvormig                       | morfologie        |
| ciliatus, -a, -um        | gewimperd                        | morfologie        |
| caeruleus, -a, -um       | blauw                            | kleur             |
| coeruleus, -a, -um       | blauw                            | kleur             |
| communis, -e             | gewoon, algemeen                 | voorkomen         |
| comosus, -a, -um         | gekuifd                          | morfologie        |
| crispus, -a, -um         | gekroesd                         | morfologie        |
| cruentus, -a, -um        | met bloed bevlekt, bloedrood     | kleur             |
| decumbens                | liggend, opstijgend              | morfologie        |
| dentatus, -a, -um        | getand                           | morfologie        |
| dioicus, -a, -um         | tweehuizig                       | levenscyclus      |
| discolor                 | bont, verschillend gekleurd      | kleur             |
| dubius, -a, -um          | twijfelachtig, onduidelijk       | voorkomen         |
| elatior, -us             | hoger                            | morfologie        |
| erectus, -a, -um         | rechtop                          | morfologie        |
| esculentus, -a, -um      | eetbaar                          | gebruik           |
| exiguus, -a, -um         | klein, zeer klein                | morfologie        |
| filiformis, -e           | draadvormig                      | morfologie        |
| flavus, -a, -um          | geel                             | kleur             |
| foetidus, -a, -um        | stinkend                         | geur              |
| fruticosus, -a, -um      | struikvormig                     | morfologie        |
| furiens                  | woedend                          | morfologie        |
| giganteus, -a, -um       | reusachtig                       | morfologie        |
| glaucus, -a, -um         | blauw                            | kleur             |
| glaber, -ra, -rum        | kaal                             | morfologie        |
| glomeratus, -a, -um      | kluwen-                          | morfologie        |
| glutinosus, -a, -um      | kleverig                         | morfologie        |
| gracilis, -e             | slank                            | morfologie        |
| grandis', -e             | groot                            | morfologie        |
| herbaceus, -a, -um       | kruidachtig                      | morfologie        |
| hispidius, -a, -um       | ruwharig                         | morfologie        |
| heterophyllus, -a, -um   | ongelijkbladig                   | morfologie        |
| hirsutus, -a, -um        | behaard, harig                   | morfologie        |
| humilis, -e              | nederig                          | morfologie        |
| hyemalis, -e             | winter-                          | levenscyclus      |
| incanus, -a, -um         | grijs, tamelijk grijs            | kleur             |
| inermis, -e              | weerloos, zonder doornen         | morfologie        |
| integerrimus, -a, -um    | gaafrandig                       | morfologie        |
| lacustris, -e            | aan de oever of in meren         | standplaats       |
| laevigatus, -a, -um      | glad                             | morfologie        |
| lanatus, -a, -um         | wollig                           | morfologie        |
| lanceolatus, -a, -um     | lancetvormig                     | morfologie        |
| latifolius, -a, -um      | breedbladig                      | morfologie        |
| longifolius, -a, -um     | langbladig                       | morfologie        |
| luteus, -a, -um          | geel                             | kleur             |
| maculatus, -a, -um       | gevlekt                          | kleur             |
| major, -us               | groter                           | morfologie        |
| maritimus, -a, -um       | kust                             | standplaats       |
| maritimus, -a, -um       | (zee-)strand                     | standplaats       |
| maximus, -a, -um         | zeer groot                       | morfologie        |
| medius, -a, -um          | middelste                        | morfologie        |
| minimus, -a, -um         | zeer klein                       | morfologie        |
| minor, -us               | kleiner                          | morfologie        |
| mollis, -e               | zacht                            | morfologie        |
| montanus, -a, -um        | gebergte-                        | areaal            |
| muralis, -e              | muur-                            | standplaats       |
| multiflorus, -a, -um     | veelbloemig                      | morfologie        |
| neglectus, -a, -um       | over het hoofd gezien            | voorkomen         |
| nemoralis, -e            | bos-                             | standplaats       |
| nemorensis, -e           | bos-                             | standplaats       |
| nemorosus, -a, -um       | bos-                             | standplaats       |
| niger, -ra, -rum         | zwart                            | kleur             |
| nitidus, -a, -um         | glanzend                         | kleur             |
| nivalis, -e              | sneeuwwit                        | kleur             |
| niveus, -a, -um          | sneeuwwit                        | kleur             |
| nudicaulis, -e           | naaktstengelig                   | morfologie        |
| nutans                   | knikkend                         | morfologie        |
| odoratus, -a, -um        | geurig                           | geur              |
| officinalis, -e          | van de apotheek                  | gebruik           |
| oleraceus, -a, -um       | van de moestuin                  | standplaats       |
| orientalis, -e           | oostelijk                        | areaal            |
| ovatus, -a, -um          | eivormig, eirond                 | morfologie        |
| pallescens               | verblekend, bleek                | kleur             |
| pallidus, -a, -um        | bleek                            | kleur             |
| palustris, -e            | moeras-                          | standplaats       |
| parviflorus, -a, -um     | kleinbloemig                     | morfologie        |
| pilosus, -a, -um         | behaard                          | morfologie        |
| platyphyllos             | breedbladig                      | morfologie        |
| praecox                  | vroeg (vroegbloeiend, vroegrijp) | levenscyclus      |
| pratensis, -e            | weide-                           | standplaats       |
| procerus, -a, -um        | lang                             | morfologie        |
| procumbens               | liggend                          | morfologie        |
| pubescens                | zachtharig                       | morfologie        |
| pumilus, -a, -um         | klein, dwerg-                    | morfologie        |
| purpureus, -a, -um       | purper, paars                    | kleur             |
| pusillus, -a, -um        | zeer klein                       | morfologie        |
| racemosus, -a, -um       | pluim-                           | morfologie        |
| ramosus, -a, -um         | vertakt                          | morfologie        |
| repens                   | kruipend                         | morfologie        |
| reptans                  | kruipend                         | morfologie        |
| roseus, -a, -um          | roze                             | kleur             |
| rotundifolius, -a, -um   | rondbladig                       | morfologie        |
| ruber, -ra, -rum         | rood                             | kleur             |
| rupestris, -e            | rots-                            | standplaats       |
| salicifolius, -a, -um    | wilgenbladig                     | morfologie        |
| sativus, -a, -um         | gezaaid, gecultiveerd            | gebruik           |
| saxatilis, -e            | rots-                            | standplaats       |
| sempervirens             | altijd groen                     | levenscyclus      |
| septentrionalis, -e      | noordelijk                       | areaal            |
| serotinis, -a, -um       | laat, laatbloeiend               | levenscyclus      |
| speciosus, -a, -um       | prachtig, aanzienlijk            | morfologie        |
| sphaerocephalus, -a, -um | met bolvormige kop               | morfologie        |
| spicatus, -a, -um        | met aar                          | morfologie        |
| spinosus, -a, -um        | doornig, stekelig                | morfologie        |
| spurius, -a, -um         | onecht, vals, bastaard-          | morfologie        |
| stenophyllus, -a, -um    | smalbladig                       | morfologie        |
| strictus, -a, -um        | stijf                            | morfologie        |
| suaveolens               | lieflijk geurend                 | geur              |
| suavis, -e,              | lieflijk geurend                 | geur              |
| sylvaticus, -a, -um      | bos-                             | standplaats       |
| sylvestris, -e           | wild                             | standplaats       |
| tenuifolius, -a, -um     | tengerbladig                     | morfologie        |
| tenuis, -e               | tenger, smal                     | morfologie        |
| tomentosus, -a, -um      | viltig                           | morfologie        |
| tuberosus, -a, -um       | knol-                            | morfologie        |
| uliginosus, -a, -um      | moeras-                          | standplaats       |
| uniflorus, -a, -um       | eenbloemig                       | morfologie        |
| variegatus, -a, -um      | bont, gemarmerd                  | kleur             |
| vernalis, -e             | voorjaars-                       | levenscyclus      |
| vernus, -a, -um          | voorjaars-                       | levenscyclus      |
| verrucosus, -a, -um      | wrattig                          | morfologie        |
| villosus, -a, -um        | viltig behaard                   | morfologie        |
| viridis, -e              | groen                            | kleur             |
| viscosus, -a, -um        | kleverig                         | morfologie        |
| vulgaris, -e             | gewoon                           | voorkomen         |